# Universidade Estatal de Engenheiros de Caminhos de San Petersburgo
A Universidade Estatal de Engenheiros de Caminhos de San Petersburgo ou PGUPS (em russo: Петербургский государственный университет путей сообщения, ПГУПС), é uma entidade educativa situada na rua Moskovski Prospekt (Московский проспект). O nome anterior foi Instituto de Engenheiros de Transporte Ferroviário de Leningrado, LIIZgT, (em russo: Ленинградский институт инженеров железнодорожного транспорта, ЛИИЖТ).

## História
Foi um dos primeiros Institutos Tecnológicos da Rússia. A secção mais destacada do instituto foi a "unidade de treinamento", que foi estendida e aumentada como Departamento de Comunicações Aquáticas N.P. Rumiantsev em 1798-1809.
Estabelece-se por um Alto Decreto (Высочайшим Манифестом- Vuisochaishim Manifestom) de 20 de novembro (2 de dezembro no calendário gregoriano) 1809 como Corpo de Instituto de Engenheiros de Caminhos (em russo: Институт Корпуса инженеров путей сообщения), e aberto oficialmente a 1 de novembro (13 de novembro no calendário gregoriano) de 1810. O objectivo da criação do instituto foi a preparação de especialistas em construção de sistemas de comunicação terrestres e marítimos ao longo dos extensos territórios da Rússia. No momento da criação do instituto, a disciplina mais desenvolvida era a de canais fluviais. A principal dificuldade era que no inverno os barcos permaneciam meses esperando o início da navegação. Uma vez transitáveis chegando o verão, os rios e canais circulavam grandes barcaças.